# Tweener (tennis)

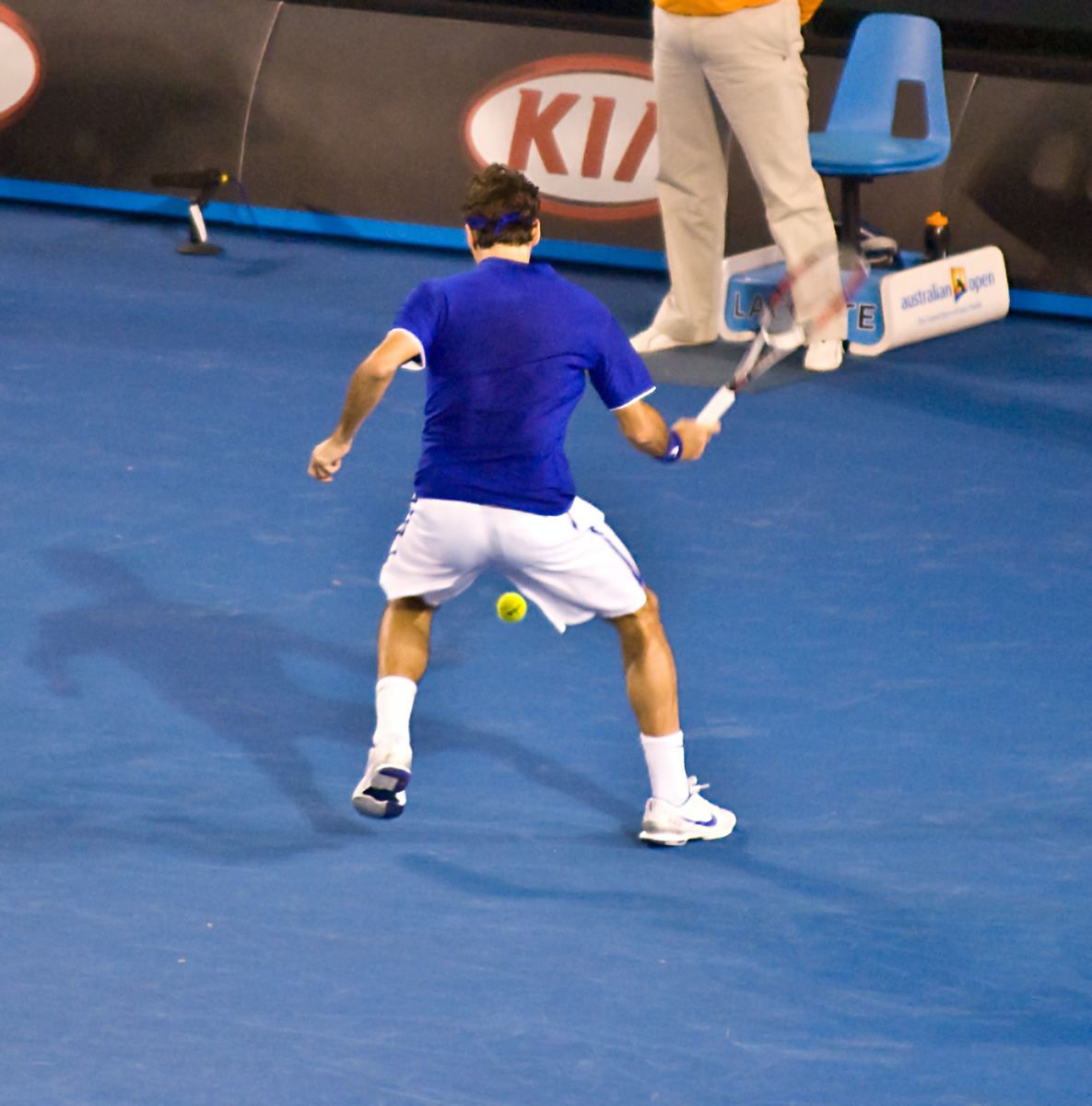
Roger Federer gioca un tweener classico (2009)

Il tweener /ˈtwiːnə/ o colpo alla Noah è un difficile e spettacolare colpo del tennis, eseguito per lo più spalle alla rete ma a volte anche frontalmente. Il termine deriva dall'aferesi di between, preposizione usata in inglese nel nome esteso di between-the-legs shot, colpo tra le gambe.
Il tweener classico è un colpo difensivo, spesso un'ultima risorsa, in risposta a un pallonetto profondo che il giocatore insegue senza avere tempo abbastanza per girarsi e coordinarsi in un colpo fondamentale. Allora supera la palla, e in rapida esecuzione alza la racchetta e colpisce all'indietro, nello spazio tra le gambe, a circa un piede da terra (30 cm). Il colpo alla Noah ha il vantaggio dell'effetto sorpresa e, se riesce forte e preciso, può mutare la difesa in contrattacco e anche valere il punto.
Benché lo statunitense Whitney Reed avesse tentato, pare, più volte il colpo negli anni '60, la paternità di esso è attribuita all'argentino Guillermo Vilas, in onore del quale il tweener fu chiamato in patria Gran Willy. Vilas si ispirò a un annuncio pubblicitario che ritraeva il campione di polo Juan Carlos Harriott nell'atto di vibrare un colpo tra le zampe del cavallo. Il tennista argentino eseguì un primo tweener in esibizione nel 1974, per poi ripetersi l'anno seguente in un incontro ufficiale a Indianapolis contro lo spagnolo Orantes.
Adottato anche da Ilie Năstase e da Víctor Pecci, il tweener fu ripreso e reso popolare negli anni '80 dal francese Yannick Noah, che a sua volta gli diede il nome. L'origine e la vera paternità del colpo si offuscarono però di nuovo quando Roger Federer lo riportò in auge nei tardi anni 2000, esaltandone le potenzialità offensive e rendendolo un proprio marchio caratteristico.
Il tweener frontale, più raro, può essere utile anch'esso in fase difensiva, come nell'ottavo di finale del torneo di Wimbledon 2024, quando Jannik Sinner lo eseguì per difendersi da un'ottima risposta di dritto di Shelton, giocata repentina al corpo, e riuscì poi a proseguire lo scambio fino a chiudere il punto e il game.
Questa variante del colpo alla Noah è stata tuttavia sperimentata a scopo di puro spettacolo, specie nel gioco di Nick Kyrgios e Gaël Monfils. In tal caso i puristi del tennis considerano il tweener irrispettoso dell'avversario; ma il medesimo significato aveva un tempo anche il tweener classico, come dimostrano lo sguardo di rimprovero e il dito agitato da Connors a Pecci dopo un tweener recuperato in semifinale al Roland Garros 1979.
Opposta a Monica Seles, in un punto giocato sul proprio servizio, Mary Pierce faceva il tergicristallo alla mercé del gioco aggressivo dell'avversaria. Fu per questo che in uscita da un rovescio, aspettandosi la risposta sul dritto, prese a correre il più veloce possibile verso il lato destro del campo. Monica Seles intanto guardava la palla alta e in effetti, piuttosto che smashare o giocare lungolinea, incrociò la volée di rovescio. Mary Pierce si ritrovò così di fronte alla palla all'improvviso, d'istinto spiccò un ampio salto e colpì di tweener. Ne uscì un lob vincente che si spense nell'angolo opposto del campo avversario, all'incrocio delle linee.
Colpo rapido, potente, difficile e rischioso, il tweener è coltivato dai tennisti in allenamento e richiede una perfetta coordinazione, anche per evitare di colpire le ginocchia o i genitali. Pur essendo più comodo per i giocatori molto alti, può essere eseguito anche da tennisti di statura non elevata, come l'australiana Daria Kasatkina (170 cm). Per colpire di tweener si usano più spesso le impugnature Continental o Eastern di rovescio.
L'esecuzione del colpo alla Noah è spesso infruttuosa, ma allorché riesce può essere molto efficace e oltremodo gradita al pubblico. Tra gli altri, hanno eseguito tweener anche Andre Agassi, Carlos Alcaraz, Boris Becker, Matteo Berrettini, Novak Đoković, Daniil Medvedev, Rafael Nadal, Svetlana Kuznecova, Gabriela Sabatini, Dominic Thiem, Stefanos Tsitsipas, Alexander Zverev.
Tra le esecuzioni notevoli si ricordano quella che ottenne a Federer i tre match point contro Đoković in semifinale a Flushing Meadows 2009 e il tweener frontale di Mary Pierce nei quarti di finale del Roland Garros 2000. Quest'ultimo, molto insolito per modo d'esecuzione ed esito, fu l'unico tweener mai giocato dalla tennista francese in carriera – sebbene lo provasse a volte in allenamento – ed è stato riproposto in innumerevoli replay. Roger Federer e Mary Pierce vinsero i rispettivi tornei.